# Ralph O. Baird
Ralph O. Baird fue un botánico, y cactólogo estadounidense. Desarrolló actividades académicas en la Universidad de Chicago.
- La abreviatura «Baird» se emplea para indicar a Ralph O. Baird como autoridad en la descripción y clasificación científica de los vegetales.[4]